# Calogero Palermo
Calogero Palermo (Mazzarino, 1971) è un clarinettista italiano.

## Attività
Calogero Palermo, attualmente primo clarinetto presso la prestigiosa Royal Concertgebouw Orchestra di Amsterdam, nasce a Mazzarino, un paese dell'entroterra Nisseno, da genitori riesini. A Riesi, passa la sua infanzia e muove i primi passi nel campo della musica, frequentando le lezioni del maestro Franco Lo Dato.
La formazione musicale prosegue a Palermo, dove si trasferisce giovanissimo per frequentare il conservatorio.
La sua carriera da clarinettista inizia molto presto: ricopre il ruolo di primo clarinetto nell’Orchestra del Teatro “V. Bellini” di Catania (1993-1996), successivamente nell’Orchestra del Teatro dell’Opera di Roma (1997-2008, 2012-2015) e nell’Orchestra National de France (2008-2011).
Vincitore del Concorso Internazionale “Jeunesses Musicales” di Bucarest e di numerosi altri riconoscimenti avuti nei più importanti concorsi clarinettistici italiani, svolge un’intensa attività concertistica che lo ha portato ad esibirsi in vari paesi dell’Europa, Asia, Africa e America, collaborando con prestigiosi direttori come: Kurt Masur, Mariss Jansons, Valery Gergiev, Sir Colin Davis, Yuri Temirkanov, Daniele Gatti, Herbert Blomstedt, John Eliot Gardiner, Daniel Harding, Andris Nelsons, Iván Fischer, Neemi Järvi, Charles Dutoit, Riccardo Muti.
Ha inciso per la B.M.G. Ricordi, Riverberi Sonori, Fonè, Accord for music-Roma, “Trio Zecchini” , Wicky Edition, Cristal Records. Numerose sue esecuzioni sono state trasmesse da varie emittenti radiofoniche e televisive: RAI, Radio Vaticana, Televisione Nazionale Rumena, Radio Clásica RNE, Radio France, RadioTre, France Musique, RaiTrade e NPO Radio 4.
Tra gli autori che hanno creato musiche a lui dedicate, Luis Bacalov, Renato Chiesa, Claudio Cimpanelli, Antonio Fraioli e Nunzio Ortolano.
Affianca all’attività concertistica quella didattica che lo vede impegnato in numerosi Corsi di Alto Perfezionamento e Master Classes sia in Italia che all’estero (Mozarteum Salzburg, CRR de Paris, University of Gothenburg, Conservatoire de Lyon, Tokyo University of the Arts, Malmö Academy of Music, Conservatori Liceu de Barcellona)
Dal 2015 è stato nominato “Professeur Conférencier” per la classe di clarinetto presso l’IMEP Institut Supérieur de Musique et de Pédagogie de Namur (Belgio).
È autore del testo didattico “Soli d’orchestra” per clarinetto con accompagnamento pianistico.
Viene regolarmente invitato nelle giurie dei più importanti concorsi internazionali per clarinetto.
Calogero Palermo suona con clarinetto Buffet Crampon modello RC Prestige

## Discografia

### Clarinet Live Concert
J. Stamitz, F. A. Hoffmeister, S. Mercadante, N. Ortolano
Orchestra La Grecìa
WICKY EDIZIONI MUSICALI

### ENERGY
- W. A. MOZART
- Sinfonia Concertante
- K297b in mib maggiore per oboe, clarinetto, fagotto, corno e orchestra
- I Solisti dell'Opera di Roma
- Orchestra sinfonica nazionale ceca